# 依盖尔其镇
依盖尔其镇，是中华人民共和国新疆维吾尔自治区喀什地区莎车县下辖的一个乡镇级行政单位。

## 行政区划
依盖尔其镇下辖以下地区：
依乃克帕塔村、喀拉亚尕其村、喀尕恰克热村、库木巴格村、亚尔贝希村、托万恰喀村、阿克亚尔村、阔纳巴扎村、推墩村、都维萨热依村、再力克兰干村、明阿夏村、喀尼喀村、加力村、英巴扎村、库木艾日克村、提孜那甫博依村、玉吉米力克村、吾斯塘阿格孜村、吐格贝希村和亚勒古孜托格拉克村。